# Championnats du monde de cyclisme sur route 1930
Navigation
Zurich 1929 Copenhague 1931
Les championnats du monde de cyclisme sur route 1930 ont eu lieu le 30 août 1930 à Liège en Belgique. Une fois de plus, ces mondiaux sont dominés par les coureurs italiens, qui réalisent le doublé sur les deux épreuves, Alfredo Binda et Giuseppe Martano étant titrés.

## Déroulement
Les coureurs professionnels doivent parcourir une distance de 210,6 kilomètres, tandis que le parcours pour les amateurs est tracé sur 194 kilomètres. 
L'édition 1930 a lieu dans la patrie du double champion du monde en titre Georges Ronsse, considéré comme le principal favori à la victoire finale. Il a comme principaux concurrents la sélection italienne composée d'Alfredo Binda, Learco Guerra et Allegro Grandi. Celle-ci va contrôler la course, en particulier la deuxième partie, après que Binda ait surmonté ses problèmes du début de course (indisposition à l'estomac, crevaison et chute). C'est Binda lui-même qui attaque, en lâchant tous ses adversaires. Il est rattrapé lors de la descente suivante par Ronsse, Kurt Stöpel et Guerra. Ils sont donc quatre à se disputer le titre, Guerra emmène le sprint à Binda, le conduisant à la victoire et terminant lui-même à la deuxième place. La troisième est le local Ronsse qui, après quatre championnats du monde, a exactement le même palmarès de Binda avec deux médailles d'or et une de bronze. Sur les 26 coureurs au départ, 17 terminent la course.
Pour la troisième fois consécutive, l'épreuve des amateurs est dominée par l'Italie, avec la médaille d'or de Giuseppe Martano (20 ans) devant son compatriote Eugenio Gestri.

## Résultats
| Épreuves :                          | Or                      | Or              | Argent                | Argent | Bronze                  | Bronze |
| Professionnels                      |                         |                 |                       |        |                         |        |
| Hommes - course en ligne            | Alfredo Binda Italie    | 7 h 30 min 45 s | Learco Guerra Italie  | + 0 s  | Georges Ronsse Belgique | + 0 s  |
| Amateurs                            |                         |                 |                       |        |                         |        |
| Hommes - amateurs - course en ligne | Giuseppe Martano Italie | 7 h 5 min 35 s  | Eugenio Gestri Italie | ?      | Rudolph Risch Allemagne | ?      |

## Résultats détaillés
- Course professionnelle :

La course est d'une longueur totale de 210 km. 17 des 26 coureurs au départ ont fini la course.
1. Alfredo Binda
2. Learco Guerra
3. Georges Ronsse
4. Kurt Stöpel
5. Allegro Grandi
6. Ricardo Montero
7. Mariano Cañardo
8. Fred Haemerlinck
9. Charles Pélissier
10. Max Bulla
11. André Leducq
12. Jean-Pierre Muller
13. Hermann Buse
14. Georges Antenen
15. Joep Franssen
16. Henri Suter
17. Bram Polak

## Tableau des médailles
| Rang | Nation    | Or | Argent | Bronze | Total |
| ---- | --------- | -- | ------ | ------ | ----- |
| 1    | Italie    | 2  | 2      | 0      | 4     |
| 2    | Belgique  | 0  | 0      | 1      | 1     |
| 3    | Allemagne | 0  | 0      | 1      | 1     |